# Glacier Maclure
Pour les articles homonymes, voir Maclure.
Le glacier Maclure (en anglais : Maclure Glacier) est un glacier de la Sierra Nevada, aux États-Unis. Il est situé sur les pentes septentrionales du mont Maclure, dans le comté de Tuolumne, en  Californie. Il est protégé au sein de la Yosemite Wilderness, dans le parc national de Yosemite.